# Kaiserhöft

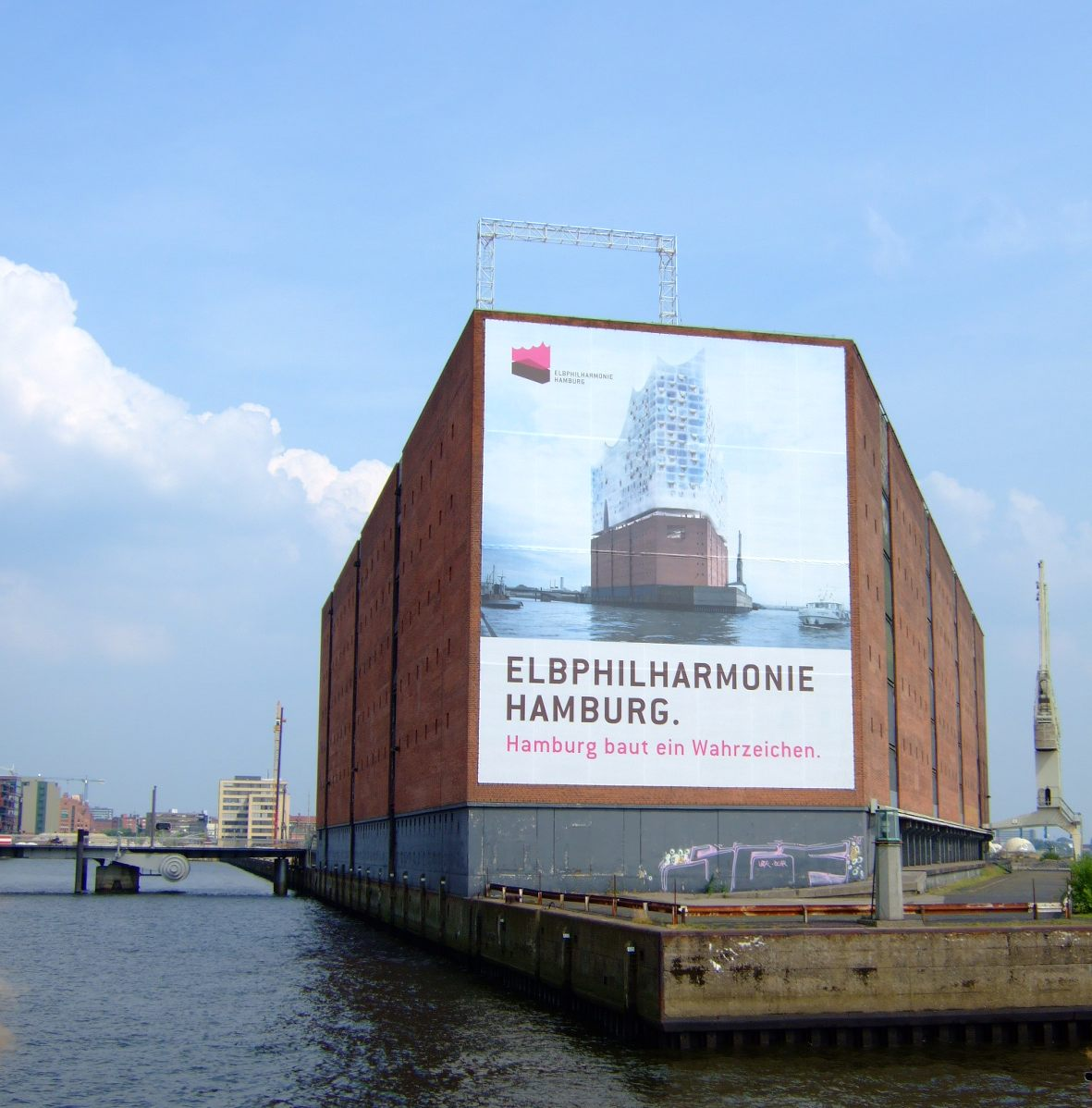
Kaiserhöft mit Kaispeicher A (Kallmorgen), 2006

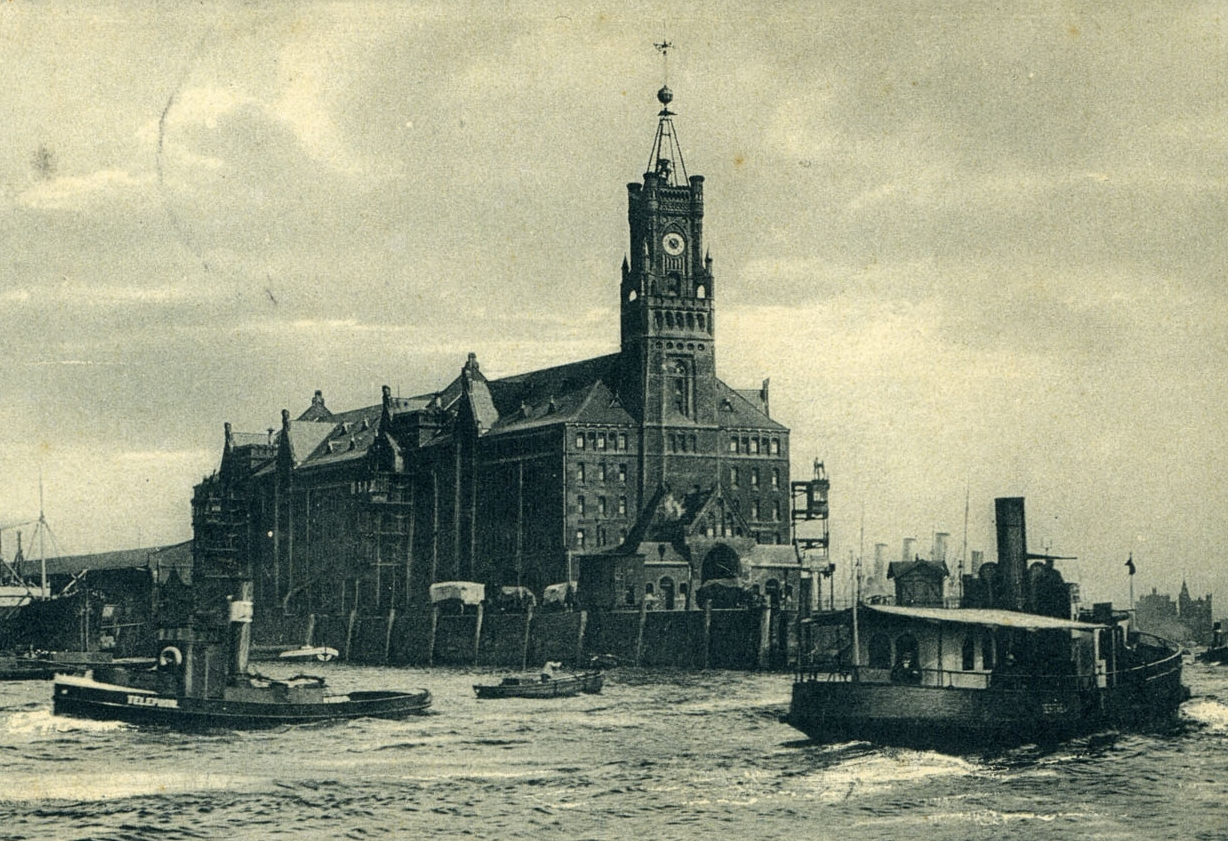
Kaiserhöft mit Kaispeicher A (Dalmann), um 1900

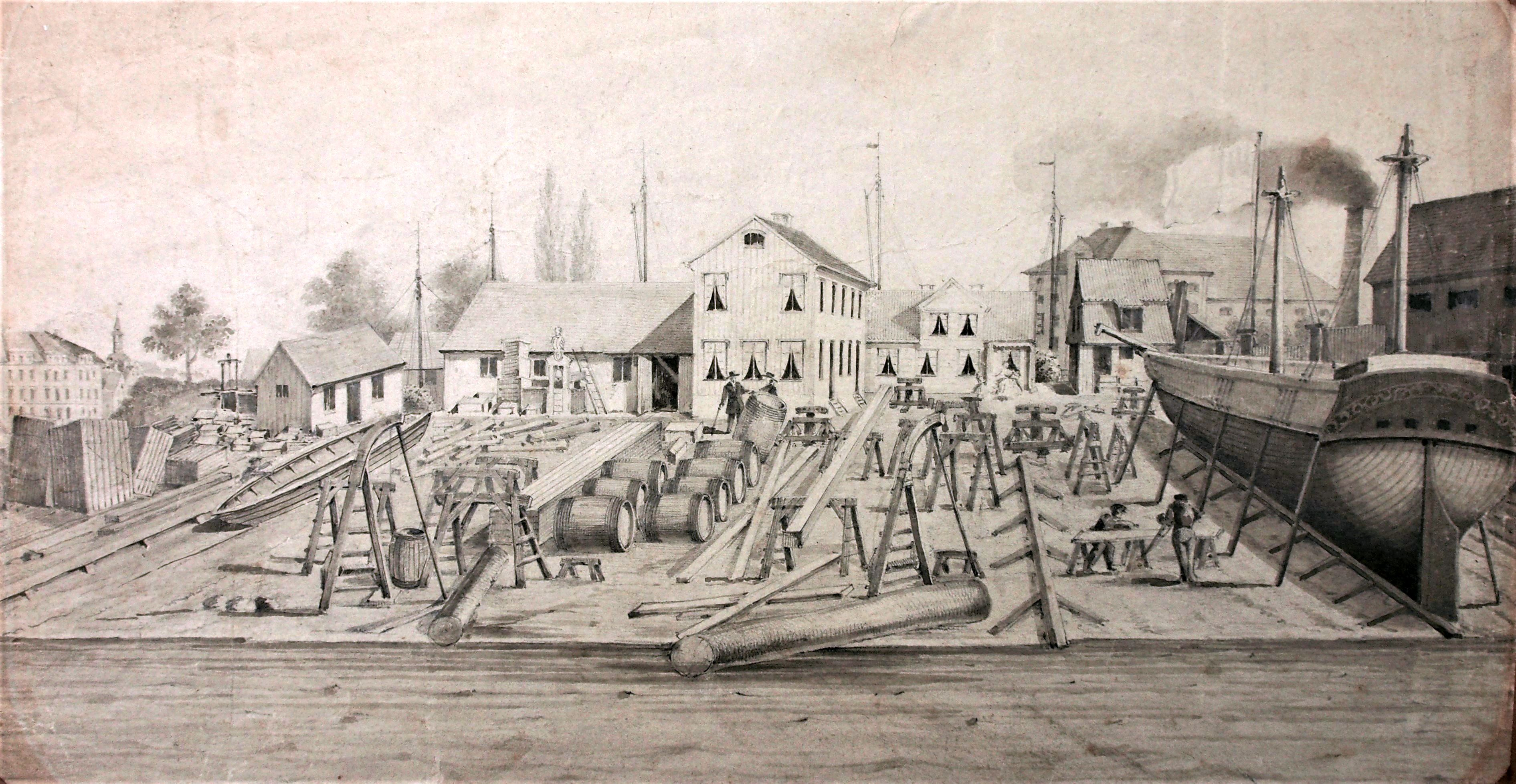
Johns’schen Ecke mit Werft Johns, um 1850

Der Kaiserhöft, vormals Johns'sche Ecke, ist die westliche Spitze des Quartiers Am Sandtorkai/Dalmannkai der Hamburger HafenCity und mit der auf dem ehemaligen Kaispeicher A errichteten Elbphilharmonie eine auffällig prominente Ecke des Hamburger Hafens. 
Bis etwa 1865 wurde dieser Ort Johns’sche Ecke nach der an diesem Ort seit Anfang des 18. Jahrhunderts ansässigen Werft Johns genannt. Von mindestens 1737 bis 1859/1860 betrieb die Familie Johns in vier Generationen an der Grasbrookspitze Schiffbau. Bereits zuvor hatte die Hamburgische Admiralität an diesem Ort einen Lagerplatz vor der Stadt und den Wallanlagen. In einem langwierigen Prozess der Bauplanungen für die Erweiterung des Hamburger Hafens wurde ab 1856 der Bau eines Tidehafens auf dem Großen Grasbrook vorangetrieben und die ansässigen Werften enteignet und umgesiedelt. Die Johns’sche Werft zog auf den Kleinen Grasbrook, stellte dort aber 1865 den Betrieb ein.
Die Johns’sche Ecke wurde im Zuge der Hafenbaumaßnahmen begradigt, um eine größere Einfahrt in den Grasbrook-Hafen zu schaffen. Die so neu entstandene Kaizunge wurde Kaiserhöft benannt und lag in der Verlängerung des Kaiserkais. 1875 ließ Johannes Dalmann an diesem Ort den Kaispeicher A erbauen, dessen Westturm bis zum Zweiten Weltkrieg Wahrzeichen des Hafens war. Durch Bomben wurde das Gebäude während des Kriegs schwer beschädigt, der Turm 1963 gesprengt und das Restgebäude abgetragen. Von 1963 bis 1966 wurde auf der ehemaligen Johns’schen Ecke nach Plänen von Werner Kallmorgen der zweite Kaispeicher A gebaut, auf dessen Grundmauern ab 2005 die Elbphilharmonie errichtet wurde.